# Karel Cuypers
Karel Cuypers (Antwerpen, 26 mei 1902 – aldaar, 21 maart 1986) was een Vlaams sterrenkundige en humanist. Hij was een van de oprichters en later voorzitter van het Humanistisch Verbond in België, dat later opging in de Humanistisch-Vrijzinnige Vereniging.

## Wetenschapper
Cuypers volgde een lerarenopleiding wiskunde, aan de Stedelijke Middelbare Normaalschool in Antwerpen. In 1935 slaagde hij in Gent voor de tweede licentie wiskunde bij Prof. Henri-Louis Vanderlinden, met als specialiteit sterrenkunde. In 1938 doctoreerde hij bij dezelfde professor met het proefschrift Over de verdeling der massa’s en snelheden in het Melkwegstelsel.
Hij werkte eerst als leraar wiskunde aan de Stedelijke Normaalschool in Antwerpen en later aan de Rijksnormaalschool in Lier. Tijdens de Tweede Wereldoorlog maakte hij deel uit van het burgerlijk verzet tegen de bemoeienis van de Duitse bezetters in het onderwijs. In 1947 werd hij studieprefect aan het Koninklijk Atheneum in Hoboken. Als onderwijzer was hij een voorstander van het stimuleren van het zelfstandig denken van de leerlingen, in plaats van het uit het hoofd leren van feiten.
Ondertussen studeerde hij sterrenkunde aan de Rijksuniversiteit Gent. In 1944 was hij mede-oprichter van de Vereniging voor Sterrenkunde in Vlaanderen. In 1962 kreeg hij een aanstelling binnen de afdeling sterrenkunde van de Vrije Universiteit Brussel. Hij interesseerde zich vooral in de popularisatie van de sterrenkunde. In dit kader publiceerde hij een aantal populair-wetenschappelijke werken. In de jaren 70 deed hij in de media uitspraken tegen de astrologie en andere pseudowetenschappen.

## Humanist
Cuypers was een vrijmetselaar en een atheïst. In 1938 werd hij ingewijd in de loge Marnix van Sint-Aldegonde in Antwerpen. In 1956 stichtte hij de loge "De Geuzen".
Hij had contact met Robert Dille, directeur van de Antwerpse Stedelijke Hogere en Middelbare School. Deze was lid van het in 1946 in Nederland opgerichte Humanistisch Verbond, en wilde een gelijkaardig initiatief in Vlaanderen oprichten. Behalve Cuypers vond hij hulp van Lucien De Coninck, hoogleraar biologie aan de Rijksuniversiteit Gent. Zij richtten in 1951 het Humanistisch Verbond (HV) op. Cuypers was een van de sprekers op de eerste openbare vergadering van dit verbond, op 15 januari 1953.
Van deze organisatie was hij de stichtend voorzitter, een functie die hij uitoefende tot 1964. Binnen het HV maakte Cuypers zich vooral sterk voor niet-religieuze radio-uitzendingen en niet-confessioneel ethisch onderwijs op de scholen. Van 1952 tot 1975 zat hij in het bestuur van de International Humanist and Ethical Union (IHEU). Hij was voorstander van een samenleving waarin verschillende levensbeschouwingen harmonieus naast elkaar konden bestaan. Op het congres van de IHEU in Oslo in 1962 vergeleek hij dit met een stad waarin verschillende vormen van architectuur naast elkaar kunnen bestaan.

## Populair-wetenschappelijke werken
- 1940: Het aankweken van het wiskundig denken
- 1943: Sterren leven in gemeenschap
- 1964: Op reis naar de maan (Onze Horizon)
- 1969: Miljarden jaren geleden (Onze Horizon)
- 1974: Wegwijs in de sterrenhemel (Onze Horizon)
- De grote ruimte

## Latere verwijzingen
Het Vrijzinnig Studie-, Archief- en Documentatiecentrum "Karel Cuypers", partner van het Universiteitsarchief van de Vrije Universiteit Brussel, is naar hem genoemd. Hij kreeg ook de Karel Cuypersstraat in Hoboken naar hem vernoemd.